# Bosque nacional Okanogan
El bosque nacional de Okanogan (en inglés: Okanogan National Forest) es un bosque nacional estadounidense ubicado en el condado de Okanogan, en la zona centro-norte de Washington.

## Geografía
Tiene una extensión de 1.499,013 acres (6.066,29 km²) y hace frontera al norte con Columbia Británica, Canadá; hacia el este se encuentra el bosque nacional de Colville; al sur los ríos Methow y Stehekin y el lago Chelan; y, por el oeste, el parque nacional de las Cascadas del Norte. Es el segundo bosque nacional más grande en extensión por detrás del Nacional de Nez Perce, Idaho.
Las principales comunidades más cercanas al punto son Omak y Okanogan. La reserva es administrada por el Servicio Forestal de Estados Unidos estando la sede central en la sede condal de Wenatchee. En Tonasket y Winthrop se hallan las oficinas del distrito de los rangers.
La mayor parte de la selva Pasayten (a excepción del área occidental, el cual está situado en el bosque nacional Mount Baker-Snoqualmie) y el 63% de la zona septentrional del lago Chelan están integradas dentro del paraje.
La parte oeste es más húmeda mientras que en el este predomina el clima seco y templado. En cuanto a la vegetación, esta varía dependiendo de la zona siendo el oeste más boreal mientras que en el este predomina la estepa. En 1993, el Servicio Forestal realizó un estudio en el que el crecimiento del bosque fue de 316.000 acres cuya flora principal son los pinos retorcidos.

## Historia
La Ley de Reserva Forestal de 1891 día al Presidente la autoridad para establecer reservas naturales administradas por el Departamento de Interior. En 1905 fue aprobada otra ley —Transfer Act of 1905— por la que la gestión del terreno pasaba a depender del Departamento de Agricultura en el recién creado Servicio Forestal de los Estados Unidos. Tres años después se creó la Guardia Forestal en Chelan cuya localidad presta su nombre al territorio natural.
El bosque nacional Chelan fue establecido por el Servicio Forestal el 1 de julio de 1908, a partir de 2 492 500 acres de una parte del bosque nacional Washington, y fue nombrado después de la ciudad de Chelan, donde estaba su sede. El área inicial del bosque de 1 732 820 acres se extendía desde el norte del río Okanogan cerca de la frontera entre Canadá y Estados Unidos para dividir las cuencas del lago Chelan y del Entiat en el sur de las cresta de las Cascadas.  El 1 de julio de 1911, el bosque se transformó parcialmente en el bosque nacional Okanogan. Sin embargo, el bosque nacional de Chelan todavía existe, aunque solo ocupa la cuenca de drenaje del lago Chelan y Entia.
Entre 1911 y 1915 fueron establecidos los distritos de Conconully, Loomis, Squaw Creek, Sweat Creek, Twisp y Winthrop. El 1 de julio de 1921 se volvió a unir ambos bosques por lo que el término Okanogan quedó en desuso. A raíz de la reforma se creó otro distrito en Chelan junto con Sweat Creek, el cual fue incorporado como parte del Bosque Estatal de Loomis, posteriormente abandonado. A comienzo de los años 30 Squaw Creek fue absorbido por Twisp, por otro lado se construyó un monumento cruzando por accidente la frontera con Canadá vía Columbia Británica. El distrito de Pasayten fue fundado a partir del distrito de Winthrop y Conconully pasó a ser parte de Okanogan. Otros cambios territoriales fueron en el oeste del bosque nacional de Colville, el cual fue incorporado a Chelan en 1943 y en 1955 Okanogan volvió a recuperar su estatus de bosque nacional al tiempo que el distrito de Conconully fue restablecido.
En 1968 se reforestaron 200.000 acres de lo que sería la selva de Pasayten.[cita requerida] El Congreso designó cerca de un 65% de terreno al área comprendida entre el lago Chelan y la selva Sawtooth, zonas gestionadas por el Sistema Nacional de Preservación de 1984. En 2000 fueron unidos los bosques, tanto de Okanogan como de Wenatchee, aunque los límites entre ambos permanecieron sin cambios.